# Dejan Stanković
Dejan Stanković (em sérvio: Дејан Станковић; Belgrado, 11 de setembro de 1978) é um treinador e ex-futebolista sérvio que atuava como meio-campista. Atualmente comanda o Spartak Moscou.

## Carreira como jogador

### Início
Iniciou a carreira no Estrela Vermelha, clube da sua cidade natal e equipe mais vitoriosa da antiga Iugoslávia, mas que atravessava má fase. Ainda assim, suas promissoras atuações o levaram à Copa do Mundo de 1998 pela Seleção Iugoslava.

### Lazio
Após o mundial, desembarcou na Itália e acabou sendo contratado pela Lazio. No primeiro ano no clube romano, conquistou seu primeiro título em território italiano: aquela que seria a última edição da Recopa Europeia. Veio também o vice-campeonato na Serie A.
Na temporada seguinte, conquistou a Copa da Itália e, o mais importante, participou da campanha que resultou no segundo Scudetto do clube, o primeiro desde 1974. Após novo título na Copa da Itália, em 2004, foi disputado pelas arquirrivais Internazionale e Juventus, optando pela equipe de Milão.

### Internazionale

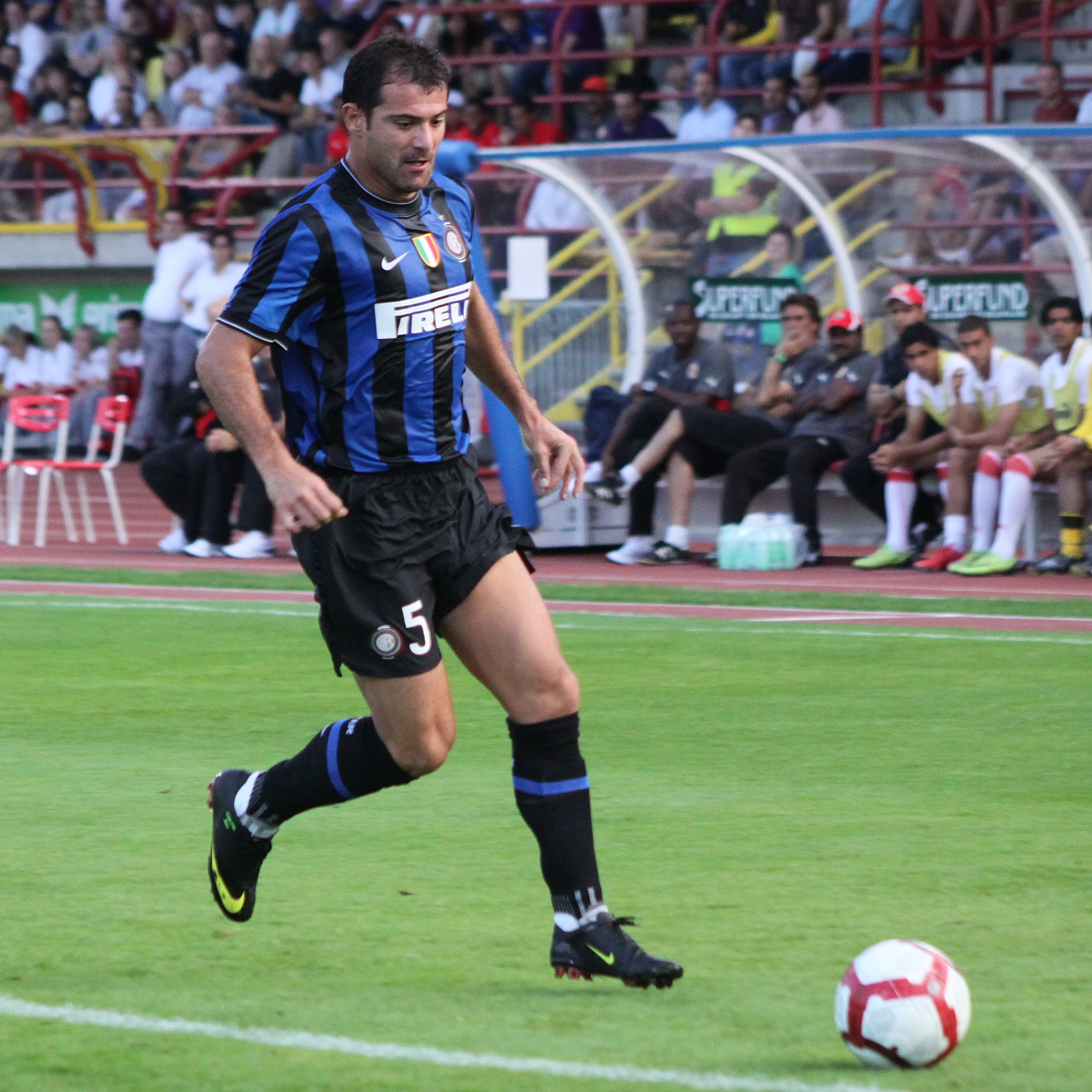
Stanković pela Inter em 2009

Contratado pela Internazionale em fevereiro de 2004, Stanković logo se firmou na espinha dorsal do elenco. Após duas temporadas de decepções na Serie A, com títulos perdidos justamente para a Juventus, vieram boas mudanças de vento: os nerazzurri herdaram um dos títulos do rival, rebaixado à Serie B como punição por envolvimento em manipulações de resultados, conquistaram outros quatro em seguida (superando os dezessete títulos do outro rival, o Milan) e tornaram-se a força dominante do país.
Na temporada 2009–10, já veterano, perdeu espaço no time titular do treinador José Mourinho, embora tenha sido bastante utilizado como opção para o segundo tempo. E assim, viveu a temporada mais vitoriosa da história da Inter, em que o clube conseguiu um inédito feito para o futebol italiano: na mesma temporada, além do Campeonato Italiano, vieram também os títulos da Copa da Itália e a Liga dos Campeões da UEFA, quebrando um jejum de quase meio século sem títulos dos interistas no mais importante torneio interclubes europeu.
Stanković teve boa atuação no dia 5 de abril de 2011, ao marcar um golaço do meio-campo no goleiro Manuel Neuer, do Schalke 04. No entanto, não conseguiu impedir a derrota em casa da Inter por 5 a 2, em jogo válido pelas quartas de final da Liga dos Campeões.

### Aposentadoria
Em julho de 2013, aos 34 anos de idade, rescindiu seu contrato com a Internazionale depois de 10 anos e anunciou a aposentadoria, encerrando assim a sua vitoriosa carreira.

## Seleções Nacionais
Ao lado de Savo Milošević, é um dos dois jogadores a ter jogado duas Copas do Mundo pela Iugoslávia (em 1998) e pela Sérvia e Montenegro (em 2006). Pela Iugoslávia, os jogadores também disputaram a Eurocopa de 2000.
Em 2010, Stanković foi convocado pela Sérvia para a Copa do Mundo FIFA de 2010, realizada na África do Sul. Assim, tornou-se o único jogador na história a ter disputado três Copas do Mundo por países diferentes.
Aposentou-se da Seleção Sérvia em outubro de 2011.

## Carreira como treinador
Entre 2014 e 2015 foi auxiliar técnico da Udinese. Ainda em 2015 retornou à Internazionale, sendo anunciado no dia 19 de junho como novo dirigente esportivo da equipe.

### Estrela Vermelha
Acertou com o Estrela Vermelha no dia 23 de dezembro de 2019, iniciando assim seu primeiro trabalho como treinador. Em maio de 2020, após uma goleada por 5 a 0 contra o Rad Belgrado, o Estrela Vermelha sagrou-se campeão da SuperLiga Sérvia. Stanković deixou o clube no dia 25 de agosto de 2022, pedindo demissão depois de não ter conseguido classificar a equipe para a fase de grupos da Liga dos Campeões da UEFA.

### Sampdoria
Retornou ao futebol italiano em outubro de 2022, dessa vez como treinador, sendo anunciado pela Sampdoria e assinando contrato até o final da temporada.
Apesar de ter chegado com expectativas, teve péssimos resultados e não conseguiu impedir a Blucerchiati de ser rebaixada na Serie A. Então lanterna do campeonato, com apenas 17 pontos, o clube teve o rebaixamento confirmado no dia 8 de maio de 2023, após uma derrota por 2 a 0 para a Udinese. Ao final da temporada, Stanković não teve o seu contrato renovado e deixou a equipe. No total, comandou a Sampdoria em 32 partidas e obteve três vitórias, nove empates e 20 derrotas – um aproveitamento de 9,38%.

## Títulos como jogador
Estrela Vermelha
- Superliga de Sérvia e Montenegro: 1994–95
- Copa de Sérvia e Montenegro: 1994–95, 1995–96 e 1996–97

Lazio
- Supercopa da Itália: 1998 e 2000
- Recopa Europeia: 1998–99
- Supercopa da UEFA: 1999
- Serie A: 1999–00
- Copa da Itália: 1999–00 e 2003–04

Internazionale
- Serie A: 2005–06, 2006–07, 2007–08, 2008–09 e 2009–10
- Copa da Itália: 2004-05, 2005-06, 2009–10 e 2010–11
- Supercopa da Itália: 2006, 2008 e 2010
- Liga dos Campeões da UEFA: 2009–10
- Copa do Mundo de Clubes da FIFA: 2010

### Prêmios individuais
- Equipe do ano da European Sports Media: 2006–07
- Futebolista Sérvio do Ano: 2006[16] e 2010[17]
- Hall da Fama da Internazionale: 2019[18]

## Títulos como treinador
Estrela Vermelha
- Superliga Sérvia: 2019–20, 2020–21 e 2021–22
- Copa da Sérvia: 2020–21 e 2021–22